# گرانیچار (استان دوبریچ)
گرانیچار (به بلغاری: Granichar) یک منطقهٔ مسکونی در بلغارستان است که در شهرستان شابلا واقع شده‌است.